# Sarasău (gmina)
Sarasău – gmina w Rumunii, w okręgu Marmarosz. Obejmuje tylko jedną miejscowość Sarasău. W 2011 roku liczyła 2238 mieszkańców.